# Soudure (agriculture)
Pour les articles homonymes, voir Soudure.
La soudure désigne, pour les populations vivant de l'agriculture vivrière, la période de l'année précédant les premières récoltes et durant laquelle les produits des récoltes précédentes peuvent manquer. Soit la soudure se fait, la récolte précédente permettant de se nourrir jusqu’à celle de l’année en cours ; soit il y a alors pénurie. Une flambée des prix peut se produire, accentuée par la spéculation. Si elle est anormalement longue, la période de soudure peut conduire à une sous-alimentation des populations concernées voire à la famine.

## En Europe
Par exemple, l'année 1774 est une mauvaise année pour les récoltes de grain, les moissons d'été et d'automne restent pauvres. L'automne et l'hiver se passent bien, l'on vit sur les stocks de la récolte. Mais lorsqu'arrive avril-mai 1775, période de soudure où les stocks sont quasi épuisés et les nouvelles récoltes ne sont pas encore moissonnées, les prix du pain s'envolent.
Cette soudure de l'année 1775 est particulièrement dure pour les plus pauvres et entraîne de nombreuses émeutes de la faim.

## En Afrique
De janvier à mai en Afrique sub-saharienne

### Mali
Les stocks de nourriture épuisés dès le mois d'août en 2014, alors que la nouvelle récolte n'est attendue qu'en octobre, ont amené le Programme alimentaire mondial à mettre en place une politique d'achats anticipés afin d'avoir toujours des stocks disponibles pour une distribution rapide.  En 2017, la baisse importante de la production rizicole dans le delta du Niger a pour conséquence le début de la période de soudure dès mars sans espoir d'amélioration avant septembre.

### Niger
La production annuelle de céréales au Niger ne suffit, en moyenne, qu'à assurer les besoins alimentaires de sept mois ; la période de soudure qui s'étend au moins de juin à septembre entraîne une crise alimentaire structurelle.

### Sénégal
La dégradation de la qualité des terres liée au changement climatique est responsable de l'allongement de la période de soudure. Depuis 2003, l'Union des groupements paysans de Meckhé a mis en place le programme « soudure-endettement », complété en 2009 par le programme « village sans soudure », d'aide à la gestion et à la conservation avec des banques de céréales et des magasins de stockage au sein des villages.